# Luchthaven Moshoeshoe Internationaal
Luchthaven Moshoeshoe Internationaal (IATA: MSU, ICAO: FSMM) is een internationale luchthaven vlak bij Maseru, de hoofdstad van Lesotho. Het ligt in de stad Mazenod. Het ligt zo'n 20 km van het centrum van Maseru.

## Luchtvaartmaatschappijen en bestemmingen
- Mission Aviation Fellowship - binnen Lesotho
- South African Airways (uitgevoerd door Airlink) - Johannesburg